# Tomasz Szałek
Tomasz Szałek – polski prawnik, prokurator.

## Życiorys
Były zastępca prokuratora apelacyjnego w Katowicach. Zastępca prokuratora generalnego RP od 26 lutego 2007 do 14 maja 2007 i od 15 maja 2007 do 3 grudnia 2007. Pełnił obowiązki prokuratora krajowego od 4 kwietnia 2007 do 14 maja 2007. Od 15 maja 2007 do 3 grudnia 2007 naczelny prokurator wojskowy. Był pierwszym cywilem na tym stanowisku.